# Villes spéciales de Corée du Nord
Les Villes spéciales sont l'une des divisions administratives de premier niveau en Corée du Nord. Il existe quatre villes spéciales en Corée du Nord.

## Position dans la hiérarchie et types
Les villes spéciales sont les divisions administratives de rang supérieur en Corée du Nord. Il existe trois types de villes spéciales.
| Type                           | Hangeul | Hanja  | McCune–Reischauer | Nom de la ville       | Nombre de villes |
| ------------------------------ | ------- | ------ | ----------------- | --------------------- | ---------------- |
| Ville à administration directe | 직할시  | 直轄市 | Chikhalsi         | Pyongyang             | 1                |
| Ville spéciale                 | 특별시  | 特別市 | T'ŭkpyŏlsi        | Rasŏn, Nampo, Kaesŏng | 3                |
| Ville à niveau spécial         | 특급시  | 特級市 | T'ŭkkŭpsi         | Aucune                | 0[Quoi ?]        |

Les villes de premier niveau ont le même statut que les provinces.

## Liste de villes spéciales
| Nom       | Hangeul    | Hanja      | Type                           | ISO    | Population | Superficie (km2) | Densité (/km2) | Capitale         | Région (en)  | Province         | Année |
| --------- | ---------- | ---------- | ------------------------------ | ------ | ---------- | ---------------- | -------------- | ---------------- | ------------ | ---------------- | ----- |
| Pyongyang | 평양직할시 | 平壤直轄市 | Ville directement administrée  | KP-01  | 3 255 388  | 3 194            | 1 019          | Chung-guyok      | Kwanso (en)  | Pyongan du Sud   | 1946  |
| Rasŏn     | 라선특별시 | 羅先特別市 | Ville spéciale                 | KP-13  | 205 000    | 746              | 275            | Rajin-guyok (en) | Kwanbuk (en) | North Hamgyong   | 2010  |
| Nampo     | 남포특별시 | 南浦特別市 | Ville spéciale                 | KP-??  | 366 815    | 829              | 442            | Waudo            | Kwanso (en)  | Pyongan du Sud   | 2011  |
| Kaesŏng   | 개성특별시 | 開城特別市 | Ville à niveau spécial[Quoi ?] | aucune | 308 440    | 1 309            | 235            |                  | Hwanghae     | Hwanghae du Nord | 2019  |

Note : Pyongyang est classée comme une capitale (chikhalsi), et non comme une ville spéciale comme Séoul en Corée du Sud. En fait, le journal national nord-coréen et la radio-télévision disent « Pyongyang Chikhalsi ». Certaines sources, dont la plupart proviennent de Corée du Sud, qualifient la ville de ville spéciale, mais il s'agit de sources anciennes. En outre, la Corée du Sud a corrigé la ville comme une ville directement gouvernée, selon un journal sud-coréen de 1994. Le nom officiel de Pyongyang serait « Pyongyang-si » en République de Corée, qui prétend officiellement représenter l'ensemble de la péninsule.

## Liste d'anciennes villes spéciales
| Division  | Hangeul | Hanja  | Province absorbée en | Années               |
| --------- | ------- | ------ | -------------------- | -------------------- |
| Ch'ŏngjin | 청진시  | 淸津市 | Hamgyŏng du Nord     | 1960–1967, 1977–1985 |
| Hamhŭng   | 함흥시  | 咸興市 | Hamgyŏng du Sud      | 1960–1967            |